# 第54独立偵察大隊 (ウクライナ陸軍)
第54独立偵察大隊（だい54どくりつていさつだいたい、ウクライナ語: 54-й окремий розвідувальний батальйон）は、ウクライナ陸軍の大隊。北部作戦管区隷下。

## 歴史

### 第二次世界大戦
1943年3月8日、第二次世界大戦の影響に伴い、赤軍第2戦車軍隷下の第87独立オートバイ大隊としてロシア・ソビエト連邦社会主義共和国で創設された。
1943年7月から独ソ戦に投入され、枢軸国に勝利し、アレクサンドル・ネフスキー勲章、3等クトゥーゾフ勲章、3等ボグダン・フメリニツキー勲章、名誉称号「親衛隊」、「プルト」、「ポメラニア」を授与され、第16独立親衛オートバイ大隊に改称された。
1945年戦後、ウクライナ・ソビエト社会主義共和国に移駐し、沿カルパチア軍管区隷下に配属された。

### 冷戦期

ソ連地上軍第54独立親衛偵察大隊章

1953年6月、偵察部隊化に伴い、第16独立親衛偵察大隊に改編された。
1957年5月、部隊縮小に伴い、第104独立親衛偵察中隊に改編された。
1960年、ジトーミル州に移駐し、第30親衛戦車師団隷下に配属された。
1962年4月、部隊増強に伴い、第54独立親衛偵察大隊に改編された。

### ウクライナ

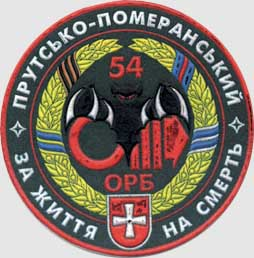
ウクライナ陸軍第54独立親衛偵察大隊章

1991年12月、ソビエト連邦の崩壊とウクライナの独立で創設されたウクライナ陸軍に編入し、1992年以降は国際連合平和維持活動に参加した。
2003年10月、第30親衛戦車師団の縮小改編で北部作戦管区隷下に配属され、ウクライナ軍の旅団制移行に伴い、独立偵察大隊の大半が偵察中隊に改編されて旅団に完全統合されたが独立性を維持した。

### ドンバス戦争

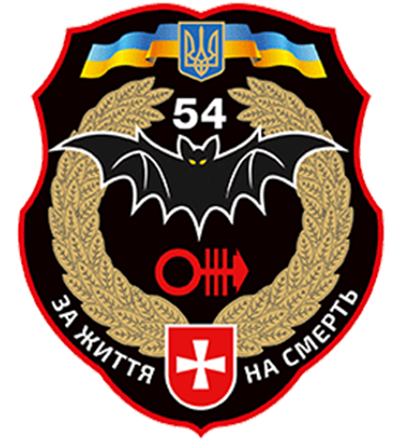
ウクライナ陸軍第54独立偵察大隊章

2014年5月からドンバス戦争で最前線の東部ルハーンシク州、ドネツィク州に配備された。
2018年8月23日、ペトロ・ポロシェンコ大統領より、名誉称号「ミハイロ・ティシャ」を授与された。

### ロシアのウクライナ侵攻
2022年2月24日、ロシアのウクライナ侵攻で北部スームィ州、キーウ州、チェルニーヒウ州に配備され、ロシア、ベラルーシ国境を防御し、偵察部隊ながらロシア軍から鹵獲した戦車で戦車小隊が新編された。5月以降は激戦地の東部ドネツィク州に再配置され、10月までバフムート方面を防御した。2023年9月以降は北部スームィ州に再配置され、ロシア・クルスク方面を偵察した。

## 編制
- 大隊本部（ズヴィアヘル）
- 第1偵察中隊
- 第2偵察中隊
- 深部偵察中隊
- 火力支援中隊
- 無人機中隊
- 戦車小隊
- 整備小隊
- 補給小隊
- 衛生所